# 天堂三部曲
《天堂三部曲》是由奧地利導演伍瑞克·賽德爾執導的電影作品。三部曲包括《天堂：愛》、《天堂：信》與《天堂：望》，是繼克里斯多夫·奇士勞斯基《藍白紅三部曲》後唯一連續入選坎城、威尼斯與柏林影展正式競賽單元的系列電影。
三部曲各自敘述三名彼此有關聯的女性。故事從某天Teresa（瑪格麗特·提塞爾飾）預備出國度假，把女兒Melanie（梅蘭妮·蘭茲飾）託付給友人Maria（瑪莉亞·霍夫斯塔特飾）開始，發展出各自不同的劇情。第一集《愛》敘述Teresa到肯亞度假的經歷，第二集《信》探索Maria對於信仰的態度，第三集《望》則是描寫Melanie由Maria送往減肥營後發生的青春情事。天堂三部曲记录了三个女人、三个假期和三段渴望幸福的故事。

## 天堂：愛

### 劇情綱要
《天堂：愛》是天堂三部曲的第一部，於2012年上映。本片敘述一位來自歐洲的中年婦女Teresa到非洲肯亞度假的經歷。在肯亞的海灘充斥著攬客的小販，來到海邊只想尋求清淨的Teresa不勝其擾，此時出現了一名非洲男子出面解圍。Teresa想起同行友人在肯亞「包養」了男人，便對眼前出手相救的男子萌生一絲情意。為這些海灘男孩付出財物，同時回應自身渴望，然而金錢是否能滿足需要，或只是為了期待真摯的感情來填補空虛的心靈。

### 演員
- 瑪格麗特·提塞爾（Margarete Tiesel）

### 獎項
本片入選2012年多倫多影展與坎城影展，並獲得2013年奧地利電影大獎之最佳影片、最佳導演與最佳女主角獎。

## 天堂：信

### 劇情綱要
《天堂：信》是天堂三部曲的第二部，於2012年上映。本片主角為Teresa的友人Maria。Maria身為一個虔誠的天主教徒，除了在自己家中敬奉上帝與肉體苦行，也在假期帶著聖母馬利亞的聖像到大街小巷穿梭傳道，期盼藉由宗教的力量獲得生命的平靜。某一天離家許久的丈夫歸巢，卻與Maria近乎狂熱的個人信仰產生摩擦，兩人雖然在一個屋簷下繼續生活，但夫妻關係已經悄悄產生質變。

### 演員
- 瑪莉亞·霍夫斯塔特（Maria Hofstätter）

### 獎項
本片入選2013年鹿特丹影展，並在第69届威尼斯电影节获得評審團特別奖。

## 天堂：望

### 劇情綱要
《天堂：望》是天堂三部曲的最後一部，於2013年上映。本片敘述被送往減肥營參與營養管理課程的Melanie在營隊中的青春情事。減肥營中除了Melanie之外還有許多年紀相仿的學員，在住宿期間Melanie與室友們談論各自的性經驗，或無視營隊的紀律在半夜爬起來到廚房覓食，甚至找來隔壁間的男學員們一同開起菸酒派對，直到營隊教練喝令制止才結束。有一天Melanie藉故到保健中心診療，卻對值班的醫生一見鍾情，曖昧關係從此開始若隱若現地游離在兩人之間。

### 演員
- 梅蘭妮·蘭茲（Melanie Lenz）

### 獎項
本片入圍2013年第63屆柏林影展金熊獎。